# Callyspongia capricorni
Callyspongia capricorni är en svampdjursart som beskrevs av Gustavo Pulitzer-Finali 1982. Callyspongia capricorni ingår i släktet Callyspongia och familjen Callyspongiidae. Inga underarter finns listade i Catalogue of Life.